# Lachdar Belloumi
Lachdar Belloumi (arabsky لخضر بلومي‎; * 29. prosince 1958, Mascara, Alžírsko) je bývalý alžírský fotbalový záložník a reprezentant a později trenér. Zúčastnil se LOH 1980 v SSSR, MS 1982 ve Španělsku, MS 1986 v Mexiku a několika Afrických pohárů národů. Za rok 1981 získal ocenění Africký fotbalista roku.
Je autorem vítězného gólu na konečných 2:1 proti Západnímu Německu (tehdy evropský šampion) při premiéře Alžírska na MS 1982 ve Španělsku, byla to tehdy senzační výhra. Alžírsko mělo našlápnuto ze skupiny do další fáze turnaje, postup mu unikl kvůli tzv. „gijónské hanbě“, zápasu mezi Rakouskem a Západním Německem (0:1). Oběma evropským týmům stačil tento výsledek na postup na úkor Alžírska, které tím pádem obsadilo nepostupové třetí místo.
Belloumi hrál v řadě klubů v Alžírsku (např. MC Alger, MC Oran, GC Mascara) a také v katarském Al-Arabi SC.